# Trichoniscus pusillus
Trichoniscus pusillus är en kräftdjursart som beskrevs av Brandt 1833. Trichoniscus pusillus ingår i släktet Trichoniscus och familjen Trichoniscidae. Arten är reproducerande i Sverige.

## Underarter
Arten delas in i följande underarter:
- T. p. batavus
- T. p. alticola
- T. p. noricus
- T. p. calaebs
- T. p. provisorius
- T. p. pusillus